# 통도사휴게소
통도사휴게소(通度寺休憩所, Tongdosa Service area)은 경상남도 양산시 하북면 경부고속도로 31-1에 위치한 경부고속도로의 부산방향 마지막 고속도로 휴게소이다. 부산기점에서 31 km 떨어진 곳에 위치하며, 부산방향에만 휴게소가 존재한다. 2011년 8월 25일 간이 휴게소로 운영되던 부산방향 언양휴게소가 폐쇄되면서 이를 대체하기 위해 옛 통도사 나들목 부지에 이 휴게소가 개업하였다. 이후 같은 해 12월 27일 휴게소 내에 하이패스 전용 나들목인 통도사 하이패스 나들목이 부산 방향 진입로만 먼저 개통되었으며, 2016년 9월 9일에 나머지 서울 방향 진출로도 개통되었다.
서울방향 차량은 LPG 충전소만 이용 가능하며 부산방향 차량이 LPG 충전소를 이용할 경우 고속도로 본선 지하를 역주행하여 진입한다.

## 시설
- 식당
- 커피코너
- 편의점
- 간식코너
- 호두코너
- 자판기코너
- 종합안내소
- 수유실
- 장애인시설
- 현금지급기
- 워터스크린
- 테마시설
  - 건강로드
  - 웰빙쉼터
  - 공룡쉼터
- 경정비소 : 없음
- 화물휴게소 : 없음
- 정유사 : 알뜰주유소, SK에너지(LPG충전소)
- 대표음식 : 언양소머리곰탕
  - 북위 35° 29′ 20″ 동경 129° 05′ 28″ / 북위 35.4888923°  동경 129.0912295°

## 다음 휴게소
하행선
- 남해고속도로제2지선 부산방향 장유휴게소 48km
- 남해고속도로 순천방향 진영휴게소 54km

## 전후
- 양산 나들목 ← 통도사 하이패스 나들목·통도사휴게소 ← 통도사 나들목
- 고속도로 기점 ← 통도사 하이패스 나들목·통도사휴게소 ← 경주휴게소

## 같이 보기
- 통도사 나들목
- 통도사 하이패스 나들목